# 1986年歐洲羽毛球錦標賽
1986年歐洲羽毛球錦標賽為第10屆歐洲羽毛球錦標賽，是一項由歐洲羽毛球聯合會（European Badminton Union）主辦的歐洲區內國際性羽毛球賽事。本屆賽事於1986年3月30日-4月5日在瑞典烏普薩拉舉行。

## 獎牌榜

### 國家獎牌榜
| 排名 | 国家／地区 | 金牌 | 银牌 | 铜牌 | 總數 |
| ---- | ---------- | ---- | ---- | ---- | ---- |
| 1    | 丹麦       | 3    | 3    | 3    | 9    |
| 2    | 英格兰     | 3    | 2    | 1    | 6    |
| 3    | 瑞典       | 0    | 1    | 6    | 7    |
| 4    | 苏联       | 0    | 0    | 1    | 1    |
| 總數 | 總數       | 6    | 6    | 11   | 23   |

### 項目獎牌榜
| 項目     | 金牌                            | 银牌                            | 铜牌                                |
| 混合團體 | 英格兰                          | 丹麦                            | 瑞典                                |
| 男子單打 | 莫滕·弗罗斯特                   | 伊伯·佛雷德里克森               | 米凱爾·凱爾森                       |
| 男子單打 | 莫滕·弗罗斯特                   | 伊伯·佛雷德里克森               | Torben Carlsen                      |
| 女子單打 | 海倫·卓克                       | 珂絲坦·拉森                     | 克莉斯汀·梅紐森                     |
| 女子單打 | 海倫·卓克                       | 珂絲坦·拉森                     | 斯维特拉娜·西尔伯曼                 |
| 男子雙打 | 斯蒂恩·弗萊德伯格 賈斯珀·黑勒迪 | 斯特凡·卡爾森 托马斯·希尔斯特伦 | 扬-埃里克·安东松 佩尔-贡纳尔·约恩松 |
| 男子雙打 | 斯蒂恩·弗萊德伯格 賈斯珀·黑勒迪 | 斯特凡·卡爾森 托马斯·希尔斯特伦 | 馬克·克里斯滕森 米凱爾·凱爾森       |
| 女子雙打 | 吉莉安·克拉克 吉莉安·高爾斯     | 朵蒂·凱爾 內蒂·尼爾森           | 凯伦·贝克曼 Sarah Halsall           |
| 女子雙打 | 吉莉安·克拉克 吉莉安·高爾斯     | 朵蒂·凱爾 內蒂·尼爾森           | 瑪麗亞·本特松 克莉斯汀·梅紐森       |
| 混合雙打 | 馬丁·杜 吉莉安·吉爾克斯         | 奈傑爾·提爾 吉莉安·高爾斯       | 斯特凡·卡爾森 瑪麗亞·本特松         |
| 混合雙打 | 馬丁·杜 吉莉安·吉爾克斯         | 奈傑爾·提爾 吉莉安·高爾斯       | 托马斯·希尔斯特伦 克莉斯汀·梅紐森   |